# Doo-Bee-Doo-Bop
「Doo-Bee-Doo-Bop」（ドゥー・ビー・ドゥー・ボップ）は、日本の歌手・倖田來未の15作目の配信限定シングル。2021年8月18日に配信された。

## 解説
前作『We'll Be OK』から20日ぶりでのリリースで、本作はデビュー20周年を締めくくりとして2021年3か月連続配信リリースの第二弾。今作は後の9月8日にリリースの63rdシングル『SUMMER OF '21』内に前配信曲「We'll Be OK」及び次配信曲「to be free」と共に初CD・フィジカル化された。
本曲は「今作はセクシーで刺激的なダンスチューンで、灼熱の夏にぴったりな1曲。」としている。
前作同様、リリースに先駆けて8月16日にローカルラジオ番組・J-WAVE『GROOVE LINE』内において初のオンエア解禁された。

## 楽曲
1. Doo-Bee-Doo-Bop [2:53]
作詞：KODA KUMI
作曲：UTA(TinyVoice, Production)、Hi-yunk(BACK-ON)

## 収録アルバム
- 『heart』